# New Suit

New Suit est un film américain réalisé par François Velle et sorti en 2002 aux États-Unis, et en 2005 en France.

## Fiche technique
- Réalisation : François Velle
- Scénario : Craig Sherman
- Production :  Trillion Entertainment, Unbridled Pictures
- Durée : 94 minutes
- Dates de sortie : 
  - 3 octobre 2002 (Festival du film de Hollywood  États-Unis)
  - 2 mai 2003 (New York)
  - 2 avril 2005 (Festival du film de Paris)

## Distribution
- Jordan Bridges : Kevin Taylor
- Marisa Coughlan : Marianne Roxbury
- Heather Donahue : Molly
- Mark Setlock : Smokey
- Benito Martinez : Juan
- Charles Rocket : Del Strontium
- Paul McCrane : Braggy Shoot
- Dan Hedaya : Muster Hansau
- Dan Montgomery Jr. : Andy
- Jamie Marsh : Trey

## Nominations et récompenses
- Meilleur film indépendant au Festival international du film de Ft. Lauderdale
- Meilleur réalisateur au HD Fest en 2004